# Myinodes
Myinodes is een geslacht van vlinders van de familie spanners (Geometridae).

## Soorten
- M. constantina Hausmann, 1994
- M. interpunctaria (Herrich-Schäffer, 1839)
- M. shohami Hausmann, 1994